# La carne e l'anima (film 1935)
La carne e l'anima  (Society Doctor) è un film del 1935, diretto da George B. Seitz.

## Produzione
Il film fu prodotto da Lucien Hubbard per la MGM. Durante le riprese, gli venne dato il titolo di lavorazione Ambulance Call o anche Only Eight Hours.

## Distribuzione
Distribuito dalla Metro-Goldwyn-Mayer (MGM) e dalla Loew's, il film uscì nelle sale cinematografiche statunitensi il 25 gennaio 1935. In Svezia, fu distribuito con il titolo Spännande timmar il 21 ottobre 1935, in Danimarca - come Modelægen - il 18 novembre dello stesso anno e in Portogallo, ribattezzato Médicos de Hoje, il 30 giugno 1936.